# Kozakowice
Kozakowice (deutsch Kosakowitz oder Kozakowitz), eigentlich Kozakowice Dolne (früher auch Kozakowice Małe; deutsch Nieder/Klein Kozakowitz) und Kozakowice Górne (früher auch Kozakowice Wielkie; deutsch Ober/Groß Kozakowitz), sind zwei Ortschaften mit gemeinsamem Schulzenamt der Gemeinde Goleszów im Powiat Cieszyński der Woiwodschaft Schlesien in Polen.

## Geographie
Kozakowice liegt im Schlesischen Vorgebirge (Pogórze Śląskie), an der Weichsel etwa 20 Kilometer westlich von Bielsko-Biała und 60 Kilometer südlich von Katowice im Powiat (Kreis) Cieszyn.
Die Dörfer haben eine Fläche von 394 Hektar.
Nachbarorte sind die Stadt Ustroń im Osten, Goleszów im Süden, Godziszów im Norden, Bładnice im Nordosten.

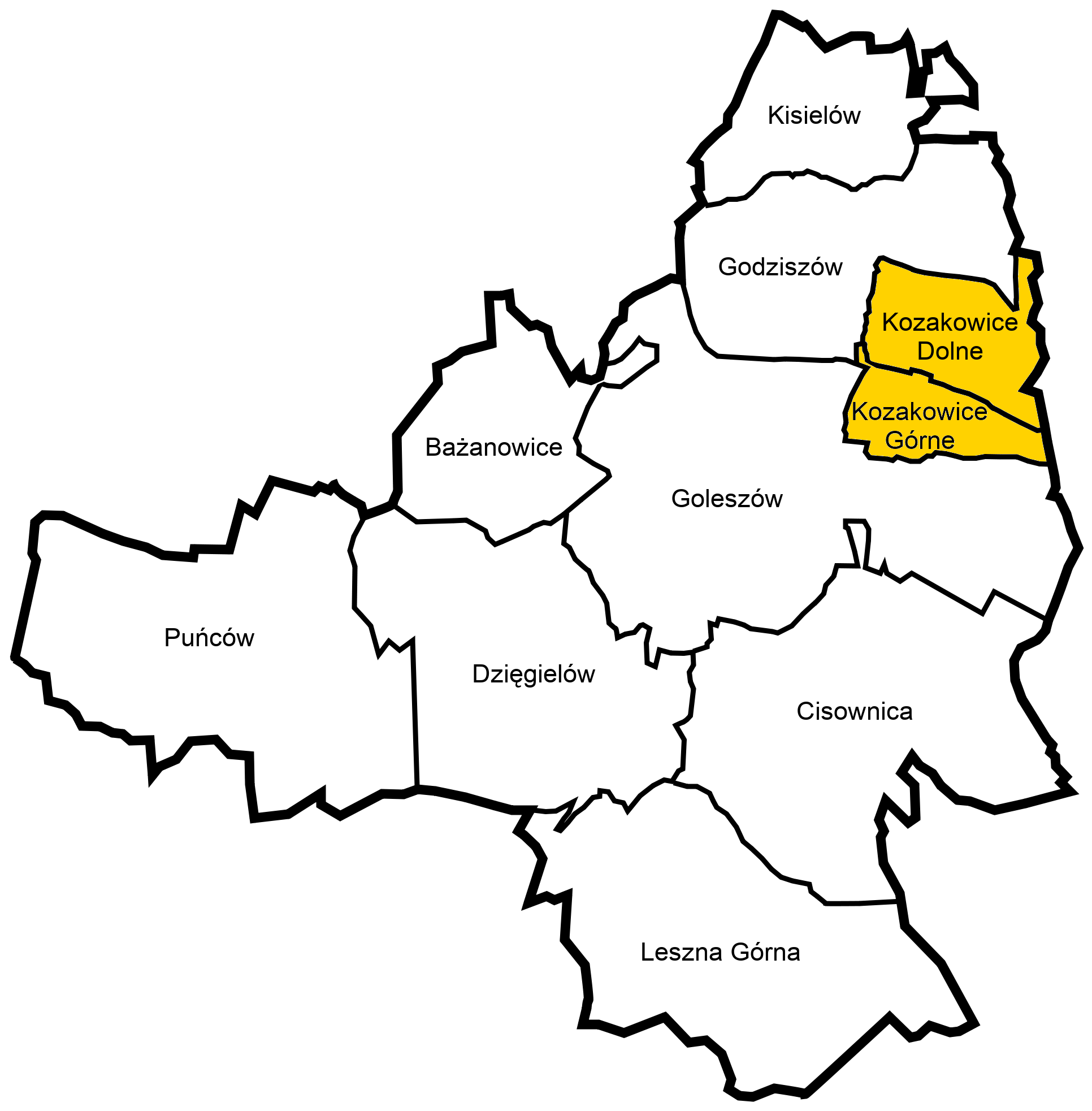
Beide Kozakowice in der Gemeinde Goleszów (gelb)

## Geschichte
Das Dorf liegt im Olsagebiet (auch Teschner Schlesien, polnisch Śląsk Cieszyński).
Der Ort wurde um 1305 im Liber fundationis episcopatus Vratislaviensis (Zehntregister des Bistums Breslau) erstmals urkundlich als "Item in Goschegowitz debent esse XIII) mansi" erwähnt. Der Name ist patronymisch abgeleitet vom Vornamen Kozak mit typischem patronymischen Wortende -(ow)ice.
Politisch gehörte das Dorf ursprünglich zum Herzogtum Teschen, dies bestand ab 1290 in der Zeit des polnischen Partikularismus. Seit 1327 bestand die Lehensherrschaft des Königreichs Böhmen und seit 1526 gehörte es zur Habsburgermonarchie.
Im späten 18. Jahrhundert wurde Kozakowice in zwei Teile geteilt: Kozakowice Małe (Klein Kozakowice, später Kozakowice Dolne/Nieder) und Kozakowice Wielkie (Gros Kozakowice, später Kozakowice Górne/Ober).
Nach der Aufhebung der Patrimonialherrschaften bildeten sie ab 1850 zwei Gemeinden in Österreichisch-Schlesien, Bezirk Bielitz und Gerichtsbezirk Skotschau. In den Jahren 1880 bis 1910 in Kozakowice Dolne stieg die Einwohnerzahl von 217 im Jahre 1880 auf 277 im Jahre 1910 an, in Kozakowice Górne von 233 im Jahre 1880 auf 276 im Jahre 1910. In den beiden Gemeinden waren es überwiegend polnischsprachige (zwischen 99,1 Prozent und 100 Prozent). Im Jahre 1910 waren 90,6 Prozent in Kozakowice Dolne und 82,6 Prozent in Kozakowice Górne evangelisch, 9,4 Prozent in Kozakowice Dolne und 17,4 Prozent in Kozakowice Górne waren römisch-katholisch.
1920, nach dem Zusammenbruch der k.u.k. Monarchie und dem Ende des Polnisch-Tschechoslowakischen Grenzkriegs kamen die Dörfer zu Polen. Unterbrochen wurde dies nur durch die Besetzung Polens durch die Wehrmacht im Zweiten Weltkrieg.
Von 1975 bis 1998 gehörten sie zur Woiwodschaft Bielsko-Biała.

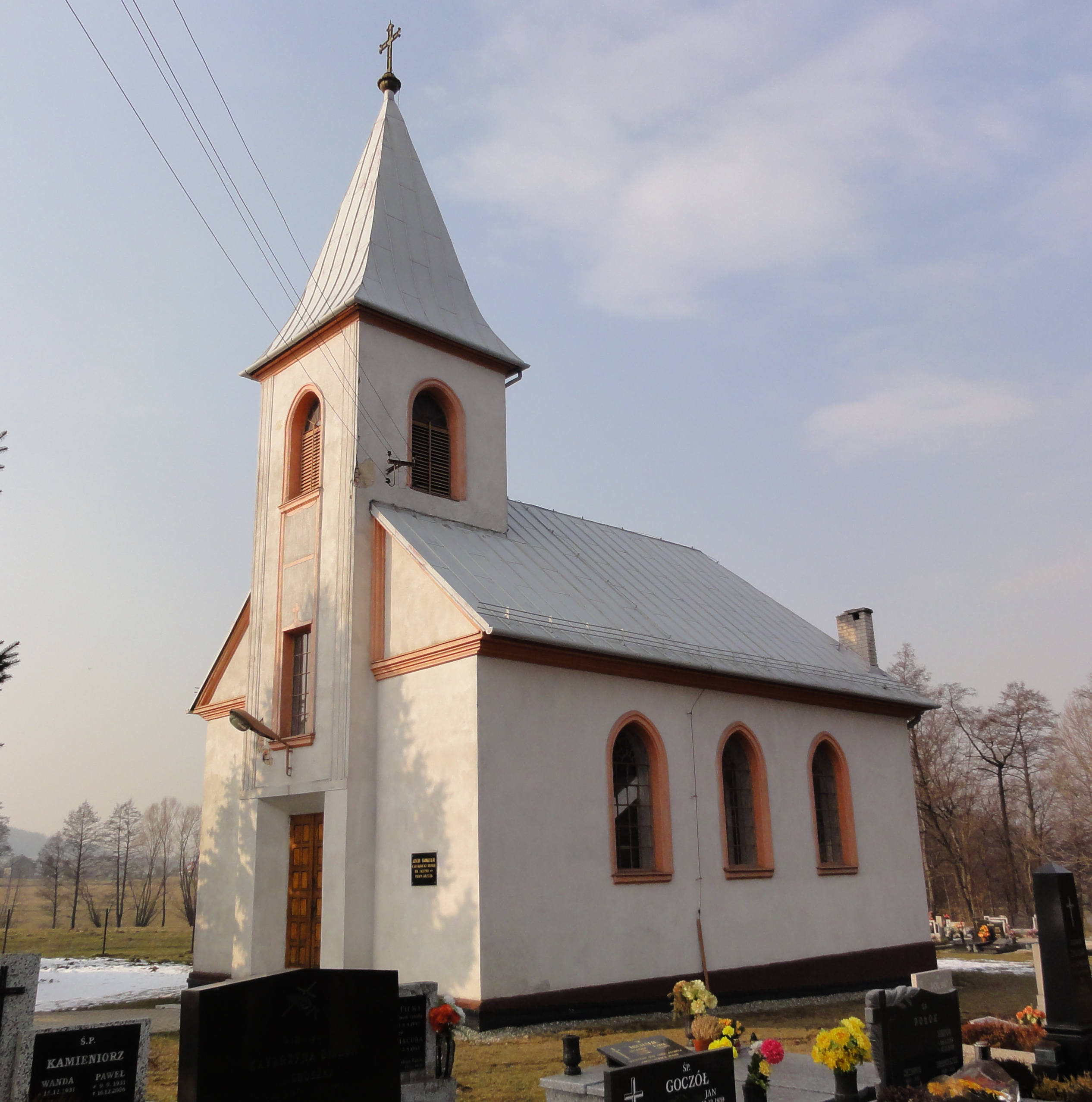
Evangelische Filialkirche in Kozakowice Dolne
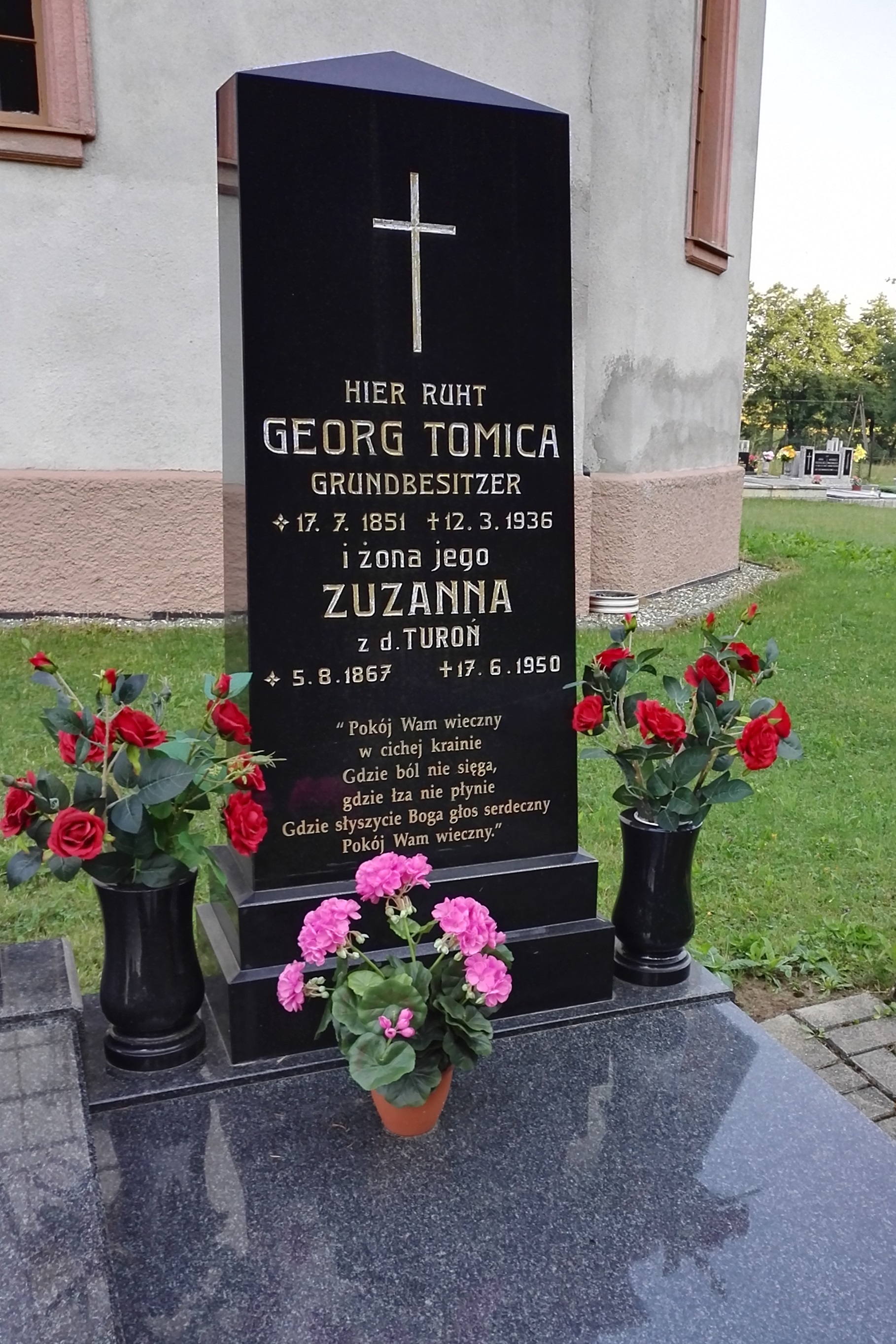
Grabstein mit deutsche Inschrift in Kozakowice Dolne
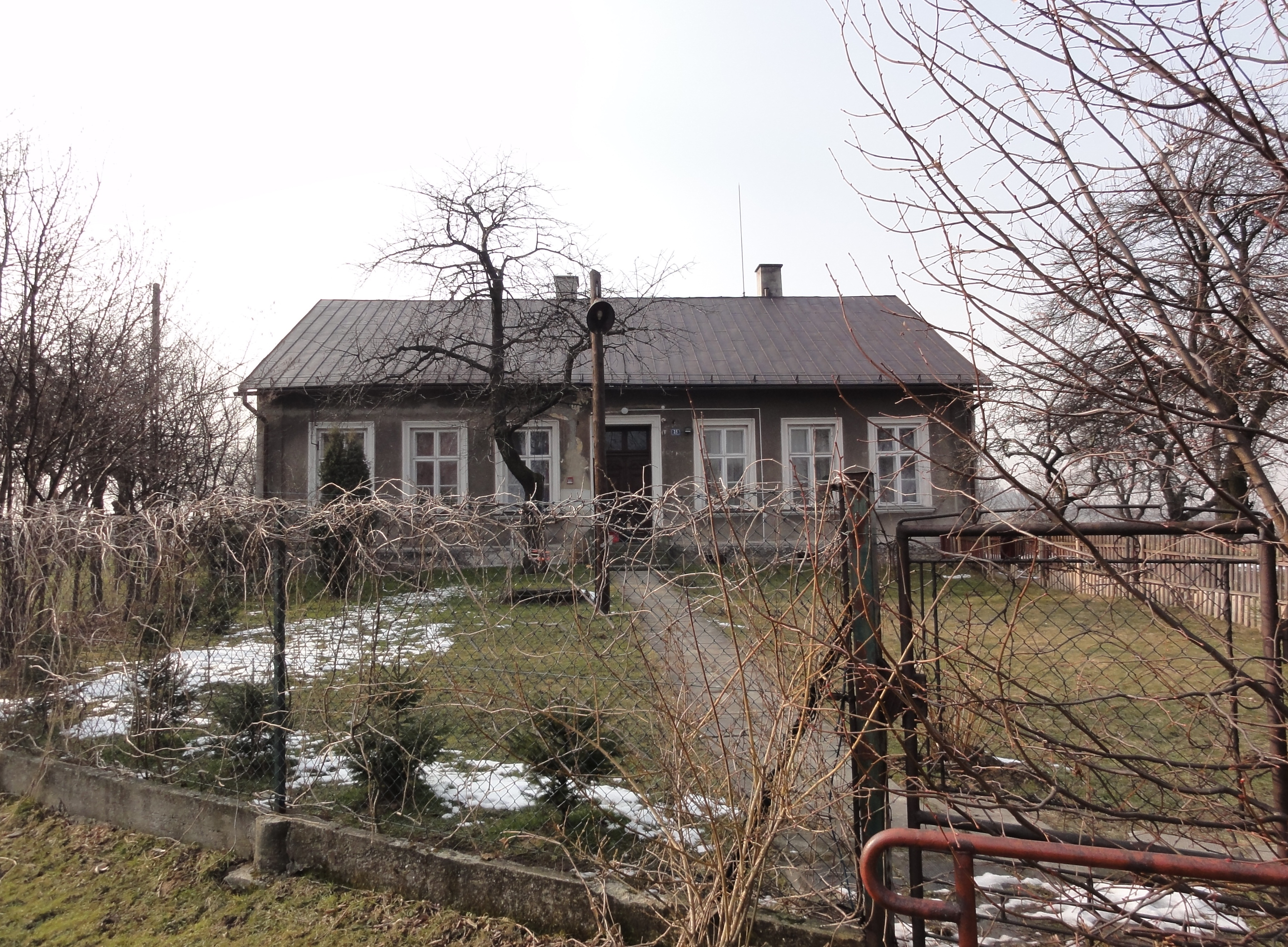
Ehemalige Schule in Kozakowice Dolne